# 朝日岳 (山梨県・長野県)
朝日岳（あさひだけ）は長野県川上村と山梨県甲府市の境にある標高2,579 mの山で、奥秩父の山域の主脈の一つ。朝日山（あさひやま）ともいう。
大弛峠から朝日峠へ登り、さらに金峰山に至る登山道の途中にある。山頂は露岩となっている。山頂は西側に展望があり、金峰山が見える。

## 周辺にある小屋
- 大弛小屋
- 金峰山荘

## 隣接する山
- 鉄山
- 金峰山
- 国師岳

## 関連画像

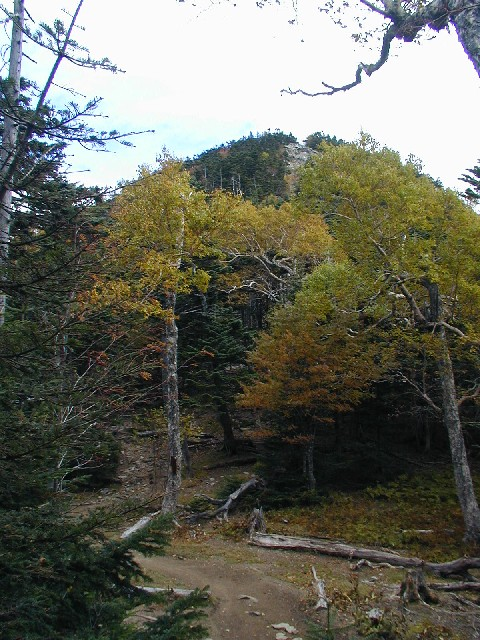
朝日岳（2003年10月）